# Chery eQ2
Chery eQ2 – elektryczny samochód osobowy klasy subkompaktowej wy produkowany pod chińską marką Chery w 2018 roku.

## Historia i opis modelu

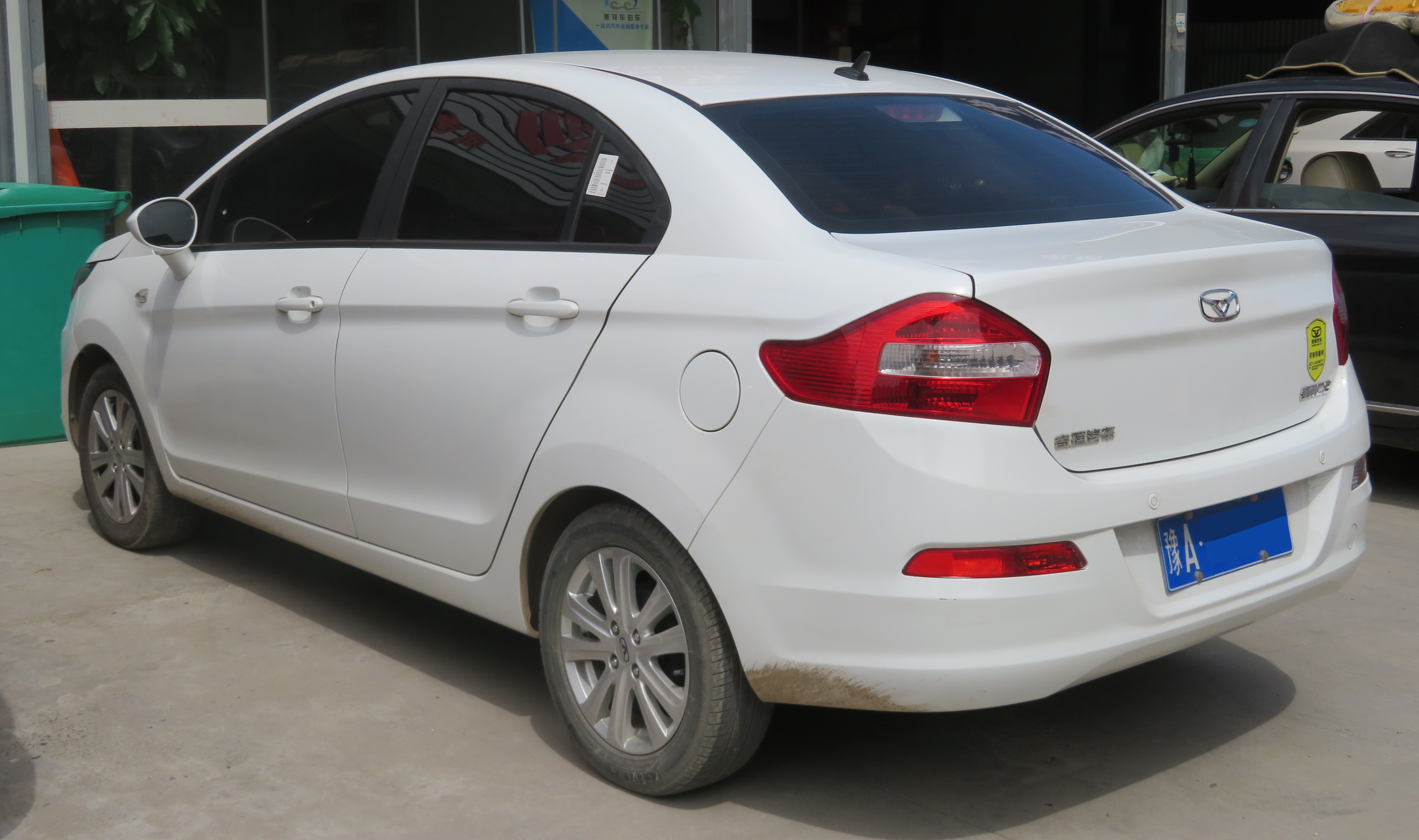
Chery eQ2 – tył

W październiku 2018 roku Chery Automobile zdecydowało się opracować własną wersję modelu Cowin C3 w bliźniaczego wariantu o napędzie czysto elektrycznym. Pod kątem wizualnym odróżnił się on jedynie innymi logotypami producenta, diodami LED w przednim zderzaku, większym rozmiarem alufelg i przemodelowanymi diodami LED w tylnych lampach.

### Zastosowanie
Chery eQ2 zostało skonstruowane specjalnie z myślą o chińskich szkołach nauki jazdy, wyróżniając się nietypowym dla samochodów elektrycznych rozwiązaniem w postaci tzw. fałszywej, 5-biegowej manualnej przekładni.
Choć specyfika układu napędowego pojazdów z silnikami elektrycznymi nie wymaga użycia przekładni, to pojazd imituje zmianę przełożeń przy pomocy drążka i pedału sprzęgła, aby spełniać swoją funkcję dla kursantów uczących się jazdy samochodem. Na wyświetlaczu, oprócz prędkościomierza i wskaźnika stanu naładowania, znalazła się również imitacja obrotomierza. Pojazd został opracowany aby obniżyć emisję szkodliwych substancji przez chińskie ośrodki nauki jazdy.

### Dane techniczne
Chery eQ2 jest samochodem w pełni elektrycznym, który napędzany jest przez 57-konny silnik elektryczny. Na jednym ładowaniu według chińskiej procedury pomiarowej NEDC jest w stanie rozwinąć około 402 ilometrów.